# Campo Verano
Campo Verano (wł. Cimitero del Verano) – zabytkowy cmentarz w Rzymie założony na początku XIX wieku. Podzielony jest na część katolicką i żydowską.
Na cmentarzu pochowani są m.in.: Goffredo Mameli, Giuseppe Ungaretti, Vittorio De Sica, Rino Gaetano, Sergio Leone, George Santayana, Marcello Mastroianni, Vittorio Gassman, Attilio Ferraris IV, Nanni Loy, François Xavier Nguyễn Văn Thuận.
W uroczystość Wszystkich Świętych – 1 listopada 2014 r. – papież Franciszek celebrował mszę przy monumentalnym wejściu na cmentarz Verano.

## Pochowani
Polacy spoczywający na Cmentarzu Campo Verano
- Stefan Bakałowicz – malarz akademicki, członek petersburskiej Akademii Sztuk Pięknych
- Wiktor Brodzki[3] – rzeźbiarz, profesor Akademii Sztuk Pięknych w Petersburgu
- Ignacy Dubowski – ordynariusz diecezji łucko-żytomierskiej, arcybiskup tytularny Philippopolis di Arabia
- Aleksander Gierymski[3] – malarz, przedstawiciel realizmu w malarstwie polskim, prekursor polskiego impresjonizmu
- Stanisław Klicki – generał dywizji Królestwa Polskiego
- Karolina Lanckorońska – historyk i historyk sztuki, działaczka Polonii we Włoszech
- Urszula Ledóchowska – założycielka Urszulanek Serca Jezusa Konającego (do 1989)
- Włodzimierz Ledóchowski – jezuita, 26. Przełożony Generalny Towarzystwa Jezusowego
- Antoni Madeyski[3] – rzeźbiarz i medalier
- Zofia Katarzyna Odescalchi z domu Branicka – działaczka społeczna i kościelna
- Teodor Rygier – rzeźbiarz
- Wojciech Turowski – generał Księży Pallotynów
- Maria Teresa Tyszkiewiczowa z domu Lubomirska – żona Władysława Tyszkiewicza
- Stefan Witwicki – poeta romantyczny, publicysta